# Carlos Tatay Vila
Carlos Tatay Vila   (Alaquàs, 7 de maig de 2003) és un pilot de motociclisme valencià. El 2019 va guanyar la MotoGP Rookies Cup i va ser subcampió d'Espanya de Moto3, a més de debutar al mundial de la mateixa categoria, on va continuar fins al 2022.
El 2023, Tatay va passar a competir al Campionat d'Europa de Moto2 (el FIM Moto2 del JuniorGP). El 2 de juliol, mentre participava a la cinquena cursa del campionat, al circuit de Portimão, va resultar greument ferit en un accident a 260 km/h. El cop li va causar una lesió incompleta de la medul·la espinal que el va deixar en cadira de rodes, tot i que hi havia esperances de recuperació.

## Carrera esportiva

### Primers anys
Tatay va començar a competir amb motos el 2009, a sis anys. El 2018 va passar a competir a la categoria de Moto3 del Campionat d'Espanya de Velocitat (CEV) i a la MotoGP Rookies Cup, campionat que va guanyar el 2019.

### Moto3

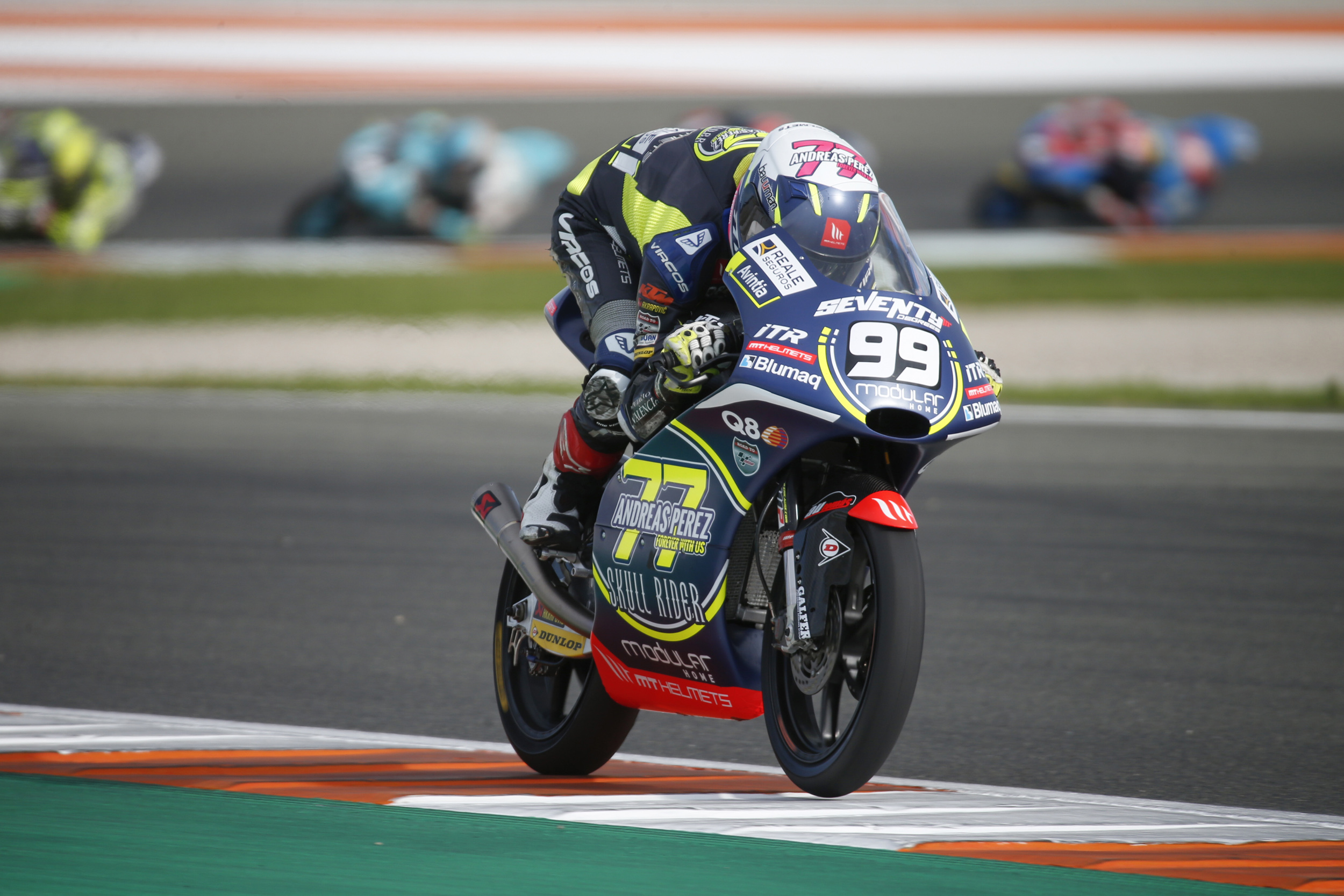
Tatay amb la KTM a Xest el 2019

El 2019, Tatay va debutar a la categoria de Moto3 del mundial de motociclisme competint com a comodí amb una KTM RC 250 GP als Grans Premis de Catalunya, Aragó i Comunitat Valenciana, en què obtingué un total de 8 punts.
El 2020 va esdevenir pilot habitual de l'equip Reale Avintia Racing, encara amb una KTM, i va acabar la temporada en el vint-i-dosè lloc. El 2021, amb el mateix equip i amb Niccolò Antonelli de company, va acabar la temporada al vint-i-unè lloc. Aquella temporada s'hagué de perdre els Grans Premis de Catalunya, Alemanya i Països Baixos a causa de la fractura de l'astràgal dret que va patir al Gran Premi d'Itàlia.
El 2022 va canviar a l'equip Prüstel, on pilotà una CFMoto xinesa com a company de Xavier Artigas. Al Gran Premi d'Indonèsia va obtenir la primera pole position per a la marca i després va acabar la cursa al podi. Va acabar la temporada en quinzena posició final.

### Moto2
El 2023 esdevingué titular al Campionat d'Europa FIM de Moto2 amb el Pertamina Mandalika SAG Team, pilotant una Kalex. Va aconseguir tres podis, amb victòria inclosa a Jerez el 4 de juny, poc abans de patir una greu lesió a Portugal que posà fi de forma abrupta a la seva carrera. Abans de la cursa de Portugal, Tatay va disputar dos Grans Premis del mundial de Moto2, concretament, els d'Alemanya i Països Baixos, on no va poder puntuar.

#### Accident a Portimão
El 2 de juliol del 2023, Tatay va patir ferides greus en un accident que va tenir mentre corria a 260 km/h al circuit de l'Algarve, a Portimão. Arran de la caiguda va patir una lesió incompleta de la medul·la espinal que el va deixar en cadira de rodes. A l'octubre es va revelar que Tatay estava lluitant per pagar les seves factures hospitalàries mentre les federacions de motociclisme espanyola (RFME) i valenciana (FMCV) estaven involucrades en una batalla legal per la cobertura de l'assegurança. A data de novembre es va anunciar que el pilot es mantenia en fase de recuperació i estava rebent fisioteràpia.

## Resultats al Mundial de motociclisme

### Per temporada
| Temporada | Categoria | Moto   | Equip                      | Curses | Victòries | Podis | Poles | FLaps | Pts | Posició |
| --------- | --------- | ------ | -------------------------- | ------ | --------- | ----- | ----- | ----- | --- | ------- |
| 2019      | Moto3     | KTM    | Fundacion Andreas Perez 77 | 2      | 0         | 0     | 0     | 0     | 8   | 30è     |
| 2020      | Moto3     | KTM    | Reale Avintia Racing       | 15     | 0         | 0     | 0     | 0     | 26  | 22è     |
| 2021      | Moto3     | KTM    | Avintia Esponsorama Moto3  | 14     | 0         | 0     | 0     | 0     | 40  | 21è     |
| 2022      | Moto3     | CFMoto | CFMoto Racing Prüstel GP   | 20     | 0         | 1     | 1     | 0     | 87  | 15è     |
| 2023      | Moto2     | Kalex  | American Racing            | 2      | 0         | 0     | 0     | 0     | 0   | 34è     |
| Total     |           |        |                            | 53     | 0         | 1     | 1     | 0     | 161 |         |

### Per categoria
| Categoria | Temporada | 1a Cursa       | 1r Podi        | Curses | Victòries | Podis | Poles | FLaps | Pts | Títols |
| --------- | --------- | -------------- | -------------- | ------ | --------- | ----- | ----- | ----- | --- | ------ |
| Moto2     | 2023      | 2023 Alemanya  |                | 2      | 0         | 0     | 0     | 0     | 0   | 0      |
| Moto3     | 2019–2022 | 2019 Catalunya | 2022 Indonèsia | 51     | 0         | 1     | 1     | 0     | 161 | 0      |
| Total     | 2019–2023 | 2019–2023      | 2019–2023      | 53     | 0         | 1     | 1     | 0     | 161 | 0      |

### Curses per any
Barem de puntuació de 1993 ençà:
| Posició | 1  | 2  | 3  | 4  | 5  | 6  | 7 | 8 | 9 | 10 | 11 | 12 | 13 | 14 | 15 |
| Punts   | 25 | 20 | 16 | 13 | 11 | 10 | 9 | 8 | 7 | 6  | 5  | 4  | 3  | 2  | 1  |

(Ids. Grans Premis | Llegenda) (Curses en negreta indiquen pole; curses en  itàlica indiquen volta ràpida)
| Any  | Categoria | Moto   | 1       | 2       | 3      | 4      | 5       | 6       | 7      | 8      | 9       | 10      | 11     | 12     | 13      | 14     | 15     | 16      | 17     | 18     | 19      | 20     | Pos | Pts |
| ---- | --------- | ------ | ------- | ------- | ------ | ------ | ------- | ------- | ------ | ------ | ------- | ------- | ------ | ------ | ------- | ------ | ------ | ------- | ------ | ------ | ------- | ------ | --- | --- |
| 2019 | Moto3     | KTM    | QAT     | ARG     | AME    | ESP    | FRA     | ITA     | CAT 12 | NED    | GER     | CZE     | AUT    | GBR    | SM      | ARA 12 | THA    | JPN     | AUS    | MAL    | VAL DNS |        | 30è | 8   |
| 2020 | Moto3     | KTM    | QAT 21  | ESP Ret | ANC 13 | CZE 18 | AUT 22  | STY 21  | SM 15  | EMI 19 | CAT Ret | FRA 10  | ARA 12 | TER 17 | EUR 6   | VAL 21 | POR 14 |         |        |        |         |        | 22è | 26  |
| 2021 | Moto3     | KTM    | QAT 12  | DOH 21  | POR 17 | ESP 6  | FRA Ret | ITA Ret | CAT    | GER    | NED     | STY DNS | AUT 16 | GBR 10 | ARA Ret | SM 8   | AME 18 | EMI Ret | ALR 12 | VAL 8  |         |        | 21è | 40  |
| 2022 | Moto3     | CFMoto | QAT Ret | INA 3   | ARG 8  | AME 8  | POR 6   | ESP Ret | FRA 6  | ITA 19 | CAT 6   | GER Ret | NED 14 | GBR 10 | AUT Ret | SM Ret | ARA 9  | JPN Ret | THA 13 | AUS 12 | MAL Ret | VAL 13 | 15è | 87  |
| 2023 | Moto2     | Kalex  | POR     | ARG     | AME    | ESP    | FRA     | ITA     | GER 19 | NED 17 | GBR     | AUT     | CAT    | SM     | IND     | JPN    | INA    | AUS     | THA    | MAL    | QAT     | VAL    | 34è | 0   |